# بوگای (استان اوپوله)
بوگای (به لهستانی: Bugaj) یک منطقهٔ مسکونی در لهستان است که در گمینا رودنگکی واقع شده‌است.